# 菲氏歐白魚
菲氏歐白魚（学名：Alburnus filippii）为輻鰭魚綱鯉形目雅羅魚科歐白魚属的一個種，分布於歐洲庫拉河及那阿拉斯河流域，體長可達16公分，棲息在低地河流，屬肉食性，以昆蟲及無脊椎動物等為食。